# San Gemini
San Gemini är en ort och kommun i provinsen Terni i regionen Umbrien i Italien. Kommunen hade 4 938 invånare (2018).